# نیک لنتز
نیک لنتز (انگلیسی: Nik Lentz؛ زادهٔ ۱۳ اوت ۱۹۸۴) ورزشکار هنرهای رزمی ترکیبی اهل ایالات متحده آمریکا است. وی بین سال‌های ۲۰۰۵ تا ۲۰۲۱ میلادی فعالیت می‌کرد.